# 9e division d'infanterie (Empire allemand)
Pour les articles homonymes, voir 9e division et 9e division d'infanterie.
La 9e division d'infanterie est une unité de l'armée allemande qui participe aux guerres des Duchés et austro-prussienne. Elle participe ensuite à la guerre franco-allemande de 1870 et puis à la Première Guerre mondiale. Au cours de ce conflit, elle fait initialement partie du 5e corps d'armée au sein de la 5e armée allemande et combat durant la totalité du conflit sur le front de l'Ouest en Lorraine et sur l'Aisne. La 9e division participe aux combats aux Éparges, dans la bataille de Verdun puis aux différentes batailles sur le Chemin des Dames. Elle participe ensuite aux combats offensifs de l'armée allemande au printemps 1918 dans la Somme puis sur l'Aisne puis aux différentes phases défensives de l'été et l'automne 1918. À la fin du conflit, la division est de retour en Allemagne puis dissoute au cours de l'année 1919.

## Guerre austro-prussienne de 1866

### Composition
- 17e brigade d'infanterie : Generalmajor Karl Rudolf von Ollech

37e régiment de fusiliers, Oberst Ferdinand von Below
58e régiment d'infanterie (pl), Oberst Bruno von François
- 18e brigade d'infanterie : Generalmajor Adolf von Horn (de)

7e régiment de grenadiers, Oberst William von Voigts-Rhetz

## Guerre franco-allemande de 1870

### Composition
- 17e brigade d'infanterie

58e régiment d'infanterie
59e régiment d'infanterie
- 18e brigade d'infanterie

7e régiment de grenadiers du Roi
47e régiment d'infanterie

## Première Guerre mondiale

### Composition

#### Temps de paix, début 1914
- 17e brigade d'infanterie (Glogau)

19e régiment d'infanterie (de) (Görlitz), (Lubań)
58e régiment d'infanterie (pl) (Glogau), (Wschowa)
- 18e brigade d'infanterie (Liegnitz)

7e régiment de grenadiers (Liegnitz)
154e régiment d'infanterie (de) (Jauer), (Striegau)
- 9e brigade de cavalerie (Glogau)

4e régiment de dragons (pl) (Lubin)
10e régiment d'uhlans (pl)(Züllichau)
- 9e brigade d'artillerie de campagne

5e régiment d'artillerie de campagne
41e régiment d'artillerie de campagne

#### Composition à la mobilisation
- 17e brigade d'infanterie

19e régiment d'infanterie
58e régiment d'infanterie
- 18e brigade d'infanterie

7e régiment de grenadiers
154e régiment d'infanterie
- 9e brigade d'artillerie de campagne

5e régiment d'artillerie de campagne
41e régiment d'artillerie de campagne
- 1er régiment d'uhlans
- 5e bataillon de chasseurs à pied (de)

#### 1915 - 1916
- 18e brigade d'infanterie

7e régiment de grenadiers
19e régiment d'infanterie
154e régiment d'infanterie
- 9e brigade d'artillerie de campagne

5e régiment d'artillerie de campagne
41e régiment d'artillerie de campagne
- 1er et 2e escadrons du 1er régiment d'uhlans

#### 1917
- 18e brigade d'infanterie

7e régiment de grenadiers
19e régiment d'infanterie
154e régiment d'infanterie
- 9e commandement d'artillerie divisionnaire

5e régiment d'artillerie de campagne
- 2 escadrons du 1er régiment de chasseurs à cheval

#### 1918
- 18e brigade d'infanterie

7e régiment de grenadiers
19e régiment d'infanterie
154e régiment d'infanterie
- 9e commandement d'artillerie divisionnaire

5e régiment d'artillerie de campagne
2e bataillon du 6e régiment d'artillerie à pied de réserve (5e, 6e et 12e batteries)
- 2 escadrons du 1er régiment de chasseurs à cheval

### Historique
La 9e division d'infanterie forme avec la 10e division d'infanterie le Ve corps d'armée composant la Ve armée.

#### 1914-1915
- 9 - 22 août : la division est rassemblée dans la région de Bouzonville.
- 22 - 27 août : engagée dans la bataille et le siège de Longwy.
- 27 août 1914 - 13 septembre 1916 : marche et contremarche dans la région de la Woëvre. À partir des premiers jours de septembre, la division occupe avec la 10e division d'infanterie un secteur dans la région des cotes de Meuse, près de la tranchée de Calonne. La ligne de front est au pied des collines et passe par les villages de Thillot, Woël, Hannonville[2].

29 février - 5 avril : engagée dans la bataille des Éparges, la division subit de fortes pertes. Au cours du mois de mars, la division passe à une organisation à trois régiments, le 58e régiment d'infanterie est transféré à la 119e division d'infanterie.

#### 1916
- 13 - 26 septembre : retrait de la ligne de front ; repos et mise en réserve de l'OHL.
- 26 septembre - 30 octobre : relève de la 14e division d'infanterie royale bavaroise, occupation d'un secteur dans le bois Vaux-Chapitre dans la région de Verdun. Engagée dans la bataille offensive française du 24 octobre ; la division subit de très lourdes pertes, 700 hommes sont faits prisonniers[2].
- 31 octobre 1916 - 10 février 1917 : retrait du front et réorganisation de l'unité. À partir du 4 novembre, envoyé du secteur de Douaumont vers l'Aisne dans le secteur de Nouvron.

#### 1917
- 10 février - 26 avril : retrait du front ; repos et instruction dans la région de Laon ; puis mouvement par Charleville, Conflans, Chambrey pour atteindre Vigneulles. Occupation d'une portion du front dans le secteur de la tranchée de Calonne.
- 27 avril - 28 mai : retrait du front, mouvement par Conflans, Sedan et Liars vers Rozoy-sur-Serre ; repos dans la région de Sissonne. À partir du 6 mai, engagée dans la bataille du Chemin des Dames contre les attaques françaises sur les plateaux de Vauclerc et de Californie[2]. La division subit de fortes pertes.

18 mai : défense du plateau de Californie et de Chevreux les Courtines.
22 et 24 mai : violentes attaques françaises, fortes pertes à la 9e division.
- 29 mai - 17 juin : retrait du front, relevée par la 41e division d'infanterie[2] ; repos.
- 17 juin - 8 septembre : mouvement et occupation d'un secteur dans la région de Juvincourt.

5 - 6 août : attaque nocturne sans conséquence.
- 9 septembre - 22 octobre : retrait du front ; repos dans les régions de Pierrepont, Missy, Liesse.
- 23 octobre - 2 novembre : engagée dans la bataille de la Malmaison, dans les secteurs de la Bovette et de Pargny-Filain[3].
- 3 - 15 novembre : retrait du front ; repos dans la région de Laon.
- 16 novembre - 29 décembre : la division occupe un secteur sur le Chemin des Dames.

#### 1918
- 30 décembre 1917 - 20 mars 1918 : mouvement dans la région de Guise ; repos et entrainement sur les arrières de la XVIIIe armée allemande. Le 20 mars, la division est localisée à Marcy.
- 21 mars - 8 avril : engagée dans l'opération Michaël, du 21 au 25 mars la division est en seconde ligne et passe par Happencourt, Artemps, Tugny, Dury, Pithon, Ham et Nesle[3].

26 - 28 mars : engagée dans la région de Roye et progression vers Montdidier et atteint Mesnil-Saint-Georges.
30 - 31 mars : attaque en direction de Ayencourt et Royaucourt, la division subit de fortes pertes.
1er - 5 avril : la division est mise au repos.
5 - 8 avril : occupation d'un secteur au sud-ouest de Montdidier.
- 8 avril - 20 mai : retrait du front ; reconstitution et repos dans la région de La Boissière jusqu'au 18 avril, puis de Nesle jusqu'au 24 avril. Durant le mois de mai, la division est stationnée dans la région de Hirson et de Vervins.
- 20 - 27 mai : mouvement par étapes par Froidmont-Cohartille, Verneuil-sur-Serre et Bruyères.
- 27 mai - 8 juin : engagée dans la bataille de l'Aisne ; le 27 mai, la division est en soutien et progresse par Presles-et-Thierny, Monampteuil, Pargny-Filain[3]. À partir du 28 mai, la division combat en première ligne au sud de Soissons et progresse en direction de Venizel, Billy-sur-Aisne, Courmelles, Noyant-et-Aconin, puis Chazelle et Poisy, les pertes sont très importantes[n 1].
- 8 juin - 17 juillet : retrait du front, mouvement dans la région de Rethel et Nouvion-Porcien. Puis mouvement à partir du 10 juillet en direction du front, mis en réserve au nord-est de Reims.
- 17 juillet - 2 août : mouvement vers Oulchy-le-Château, engagée à partir du 18 juillet dans la seconde bataille de la Marne combat dans le secteur de Hartennes-et-Taux et Varcy. La division est déplacée dans le secteur de Fismes[4].
- 2 août - 20 septembre : retrait du front ; repos et instruction dans le secteur de Vailly-sur-Aisne puis au nord de Laon ; à partir du 24 août, la division est transférée au nord de Reims.
- 20 septembre - 17 octobre : occupation d'un secteur à l'est de la Pompelle. Combats défensifs entrainant un repli sur Bazancourt puis sur Nanteuil-sur-Aisne[4].
- 17 octobre - 11 novembre : retrait du front mouvement vers les Flandres, arrêt du côté de Guise et engagement au nord de Guise, vers Avesnes et Novion[n 2]. À partir du 4 novembre, la division est retirée du front ; mouvement vers l'Allemagne après l'armistice, la division est ensuite dissoute au cours de l'année 1919.

## Chefs de corps
| Grade                        | Nom                                   | Date                               |
| ---------------------------- | ------------------------------------- | ---------------------------------- |
| Generalmajor                 | Leopold Wilhelm von Dobschütz (de)    | 20 août 1816 - 29 octobre 1825     |
| Generalmajor                 | Karl von Grolman                      | 30 octobre 1825 - 29 mars 1832     |
| Generalmajor                 | Nikolaus Ludwig von Rudolphi (de)     | 30 mars 1832 - 16 mars 1835        |
| Generalmajor                 | Friedrich von Brandenstein            | 26 octobre 1843 - 15 décembre 1848 |
| Generalmajor                 | Wilhelm von Felden (de)               | 16 décembre 1848 - 20 mars 1850    |
| Generalleutnant              | Eduard von Stoesser (de)              | 4 décembre 1851 - 18 mai 1855      |
| Generalleutnant              | Karl August von Brandenstein          | 12 juillet 1855 - 7 mai 1857       |
| Generalmajor/Generalleutnant | August von Schoeler (de)              | 7 mai 1857 - 12 mai 1861           |
| Generalleutnant              | Wilhelm von Schmidt                   | 15 avril 1862 - 16 mai 1866        |
| Generalleutnant              | Julius von Loewenfeld                 | 2 juin 1866 - 16 septembre 1866    |
| Generalleutnant              | Wilhelm von Schmidt                   | 17 septembre 1866 - 2 février 1867 |
| Generalmajor/Generalleutnant | Albert von Rheinbaben                 | 15 janvier 1868 - juillet 1870     |
| Generalmajor                 | Karl Gustav von Sandrart              | 18 juillet 1870 - 19 mars 1871     |
| Generalleutnant              | Gustav Waldemar von Rauch             | 21 novembre 1872 - 31 octobre 1879 |
| Generalleutnant              | Ludwig Alexander von Lyncker          | 1er novembre 1879 - 10 juin 1882   |
| Generalleutnant              | Oskar Bogun von Wangenheim (de)       | 11 novembre 1882 - 31 janvier 1885 |
| Generalleutnant              | Gustav von Brandenstein (de)          | 22 février 1885 - 3 août 1888      |
| Generalleutnant              | Otto Wilhelm von Fassong              | 4 août - 19 novembre 1888          |
| Generalleutnant              | Leonhard von Koeller (de)             | 20 novembre 1888 - 12 juin 1891    |
| Generalleutnant              | Ernst von Leipziger (de)              | 13 juin 1891 - 17 avril 1893       |
| Generalleutnant              | Hermann von Wilczeck                  | 18 avril 1893 - 17 mars 1897       |
| Generalleutnant              | Viktor von Usedom (de)                | 18 mars 1897 - 20 mai 1898         |
| Generalleutnant              | Hermann von Eichhorn                  | 21 mai 1901 - 30 avril 1904        |
| Generalleutnant              | Hermann von Wedel                     | 1er mai 1904 - 9 avril 1906        |
| Generalleutnant              | Alfred von Haugwitz                   | 10 avril 1906 - 21 mars 1910       |
| Generalleutnant              | Hugo von Kathen                       | 22 mars 1910 - 30 septembre 1912   |
| Generalleutnant              | Eduard von Below                      | 1er octobre 1912 - 12 mai 1915     |
| Generalleutnant              | Ferdinand Max Noeldechen              | 13 mai 1915 - 24 juin 1916         |
| Generalmajor                 | Johannes Rogalla von Bieberstein (de) | 25 juin - 20 décembre 1916         |
| Generalmajor                 | Erich Weber (de)                      | 21 décembre 1916 - janvier 1919    |